# Pałac w Stolcu
Pałac w Stolcu – zabytkowy pałac wybudowany w 1729 we wsi Stolec w województwie dolnośląskim.

## Położenie
Pałac położony jest w Stolcu – wsi w Polsce, w województwie dolnośląskim, w powiecie ząbkowickim, w gminie Ząbkowice Śląskie, między Obniżeniem Ząbkowickim a Wysoczyzną Ziębicką.

## Historia
Wcześniej w miejscowości istniał zamek z XIV wieku zniszczony podczas wojen husyckich oraz renesansowy dwór z XVI wieku Pałac w Stolcu wzniesiony został w stylu barokowym dla Henryka hr. von Churchswand. Z powodu obsunięcia się skarpy postawiony na nowo w latach 1773-1779 oraz przebudowany w końcu XIX wieku, kiedy to gmach rozbudowano, nadając mu obszerną formę w stylu neobaroku francuskiego. Pałac został uszkodzony w 1945 roku, w następnych latach był użytkowany przez Ośrodek Hodowli Zarodowej w Stoszowicach. W latach 1964–1972 oraz 1975-1978 budynek był remontowany. Obecnie pałac jest w bardzo złym stanie.

## Architektura
Piętrowy budynek wzniesiony z cegły, na planie prostokąta, dwukondygnacyjny, nakryty był wysokim dachem łamanym. Fasada (elewacja południowa) pierwotnie siedmioosiowa, z centralnie położonym głównym wejściem, ozdobionym balkonowym portalem, obecnie jest kompletnie zrujnowana. Elewacja ogrodowa jest jedenastoosiowa, z centralnym trzyosiowym ryzalitem i dwoma dwupiętrowymi alkierzami po bokach, krytymi wysokimi dachami mansardowymi. Ryzalit o podziałach pilastrowych zwieńczony jest trójkątnym przyczółkiem. Elewacje zachowały część detali architektonicznych: obramowania otworów okiennych, dekoracje festonowe, boniowane lizeny. Układ wnętrz dwu- i trzytraktowy, w części pomieszczeń zachowały się sklepienia.
Obiekt jest częścią zespołu pałacowego, w skład którego wchodzą jeszcze: trzy oficyny mieszkalne oraz park o powierzchni 5 ha, zmieniony na krajobrazowy w XIX wieku. Zachowały się pozostałości tarasów i balustrady. Obecnie park jest w bardzo złym stanie technicznym.

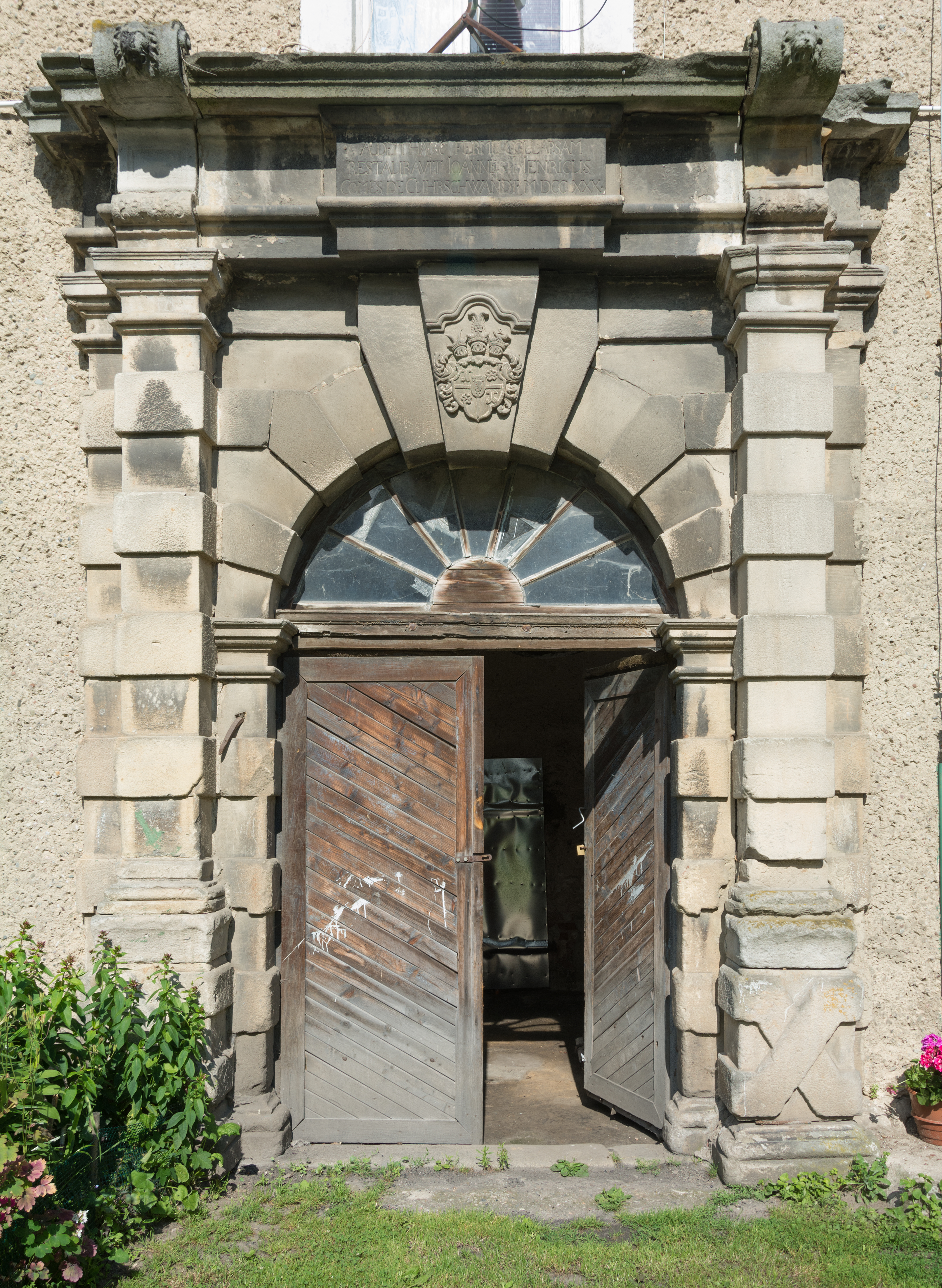
Portal z herbem i sentencją
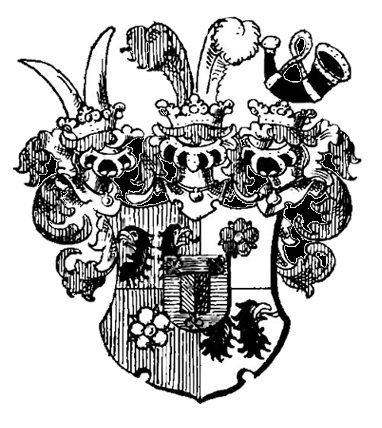
Herb rodu Churschwand

W  trzykondygnacyjnej oficynie zwanej starym dworem, krytej dachem czterospadowym znajduje się portal z herbem umieszczonym w polu zwornika. Nad nim płyta z napisem łac. ÆDEM HANC FERME COLLAPSAM RESTAURAVIT IOANNES HENRICUS COMES DE CUHRSCHWANDT MDCCXXX (Ten dom, który prawie się zawalił odrestaurował Jan Henryk Churschwand 1730).